# Молененд
Молененд (нід. Molenend, фриз. Mûnein) — село в нідерландській провінції Фрисландія. Входить до муніципалітету Тіцьєркстерадел.
Його площа становить 4,63 км², а населення станом на 2021 рік складало 640 осіб.

## Галерея

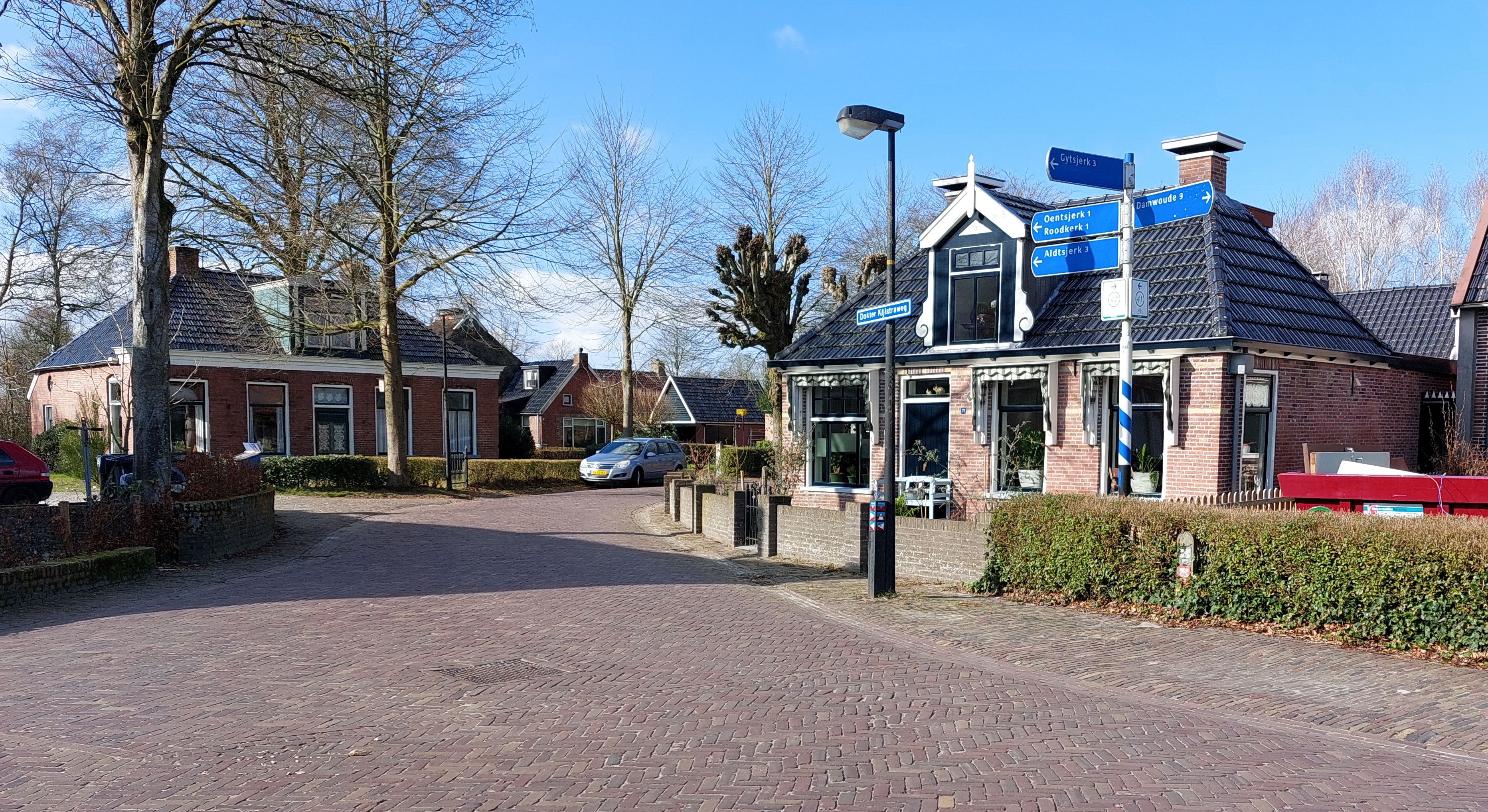
Сільська забудова
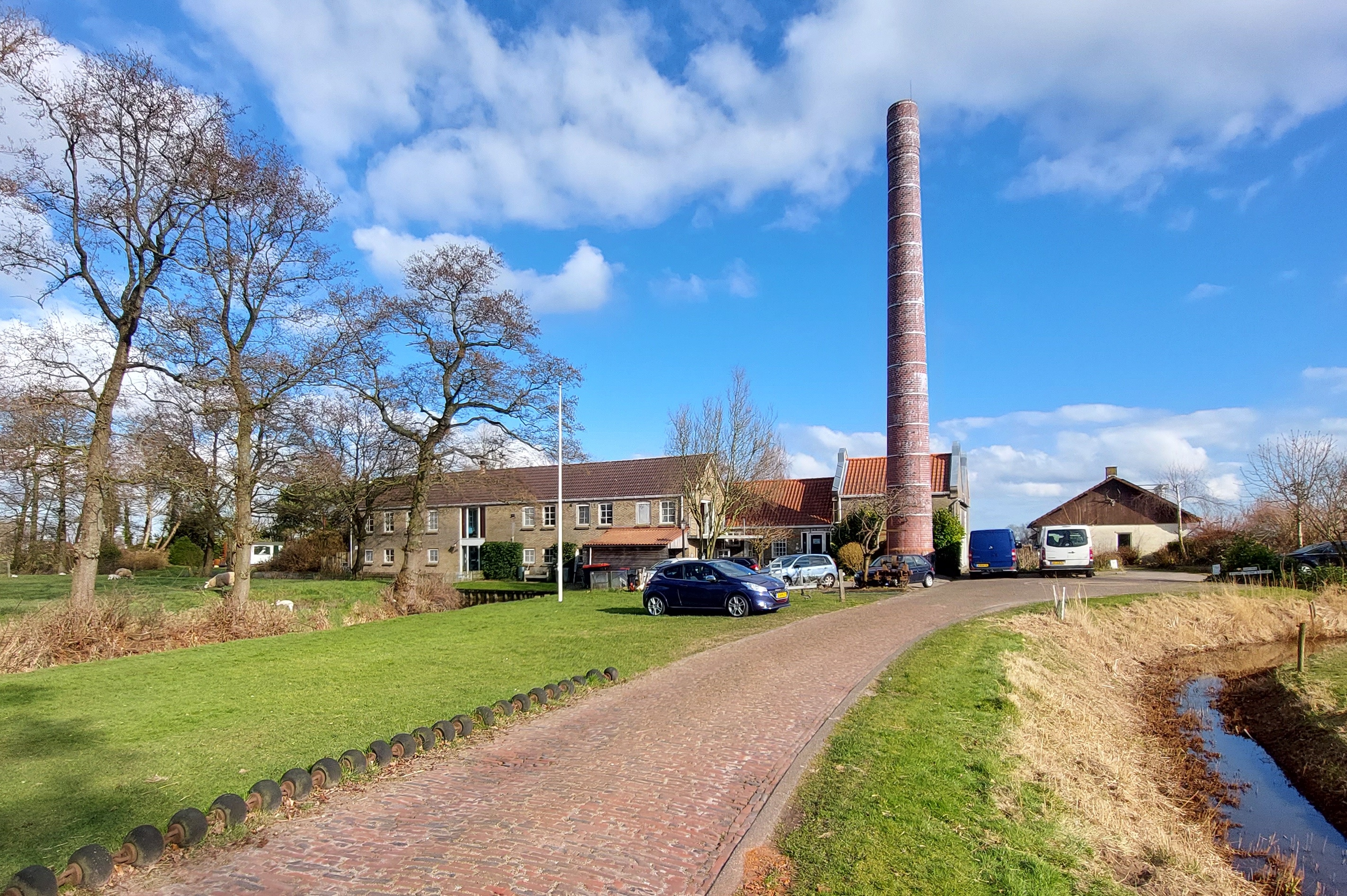
Димар льнозаводу
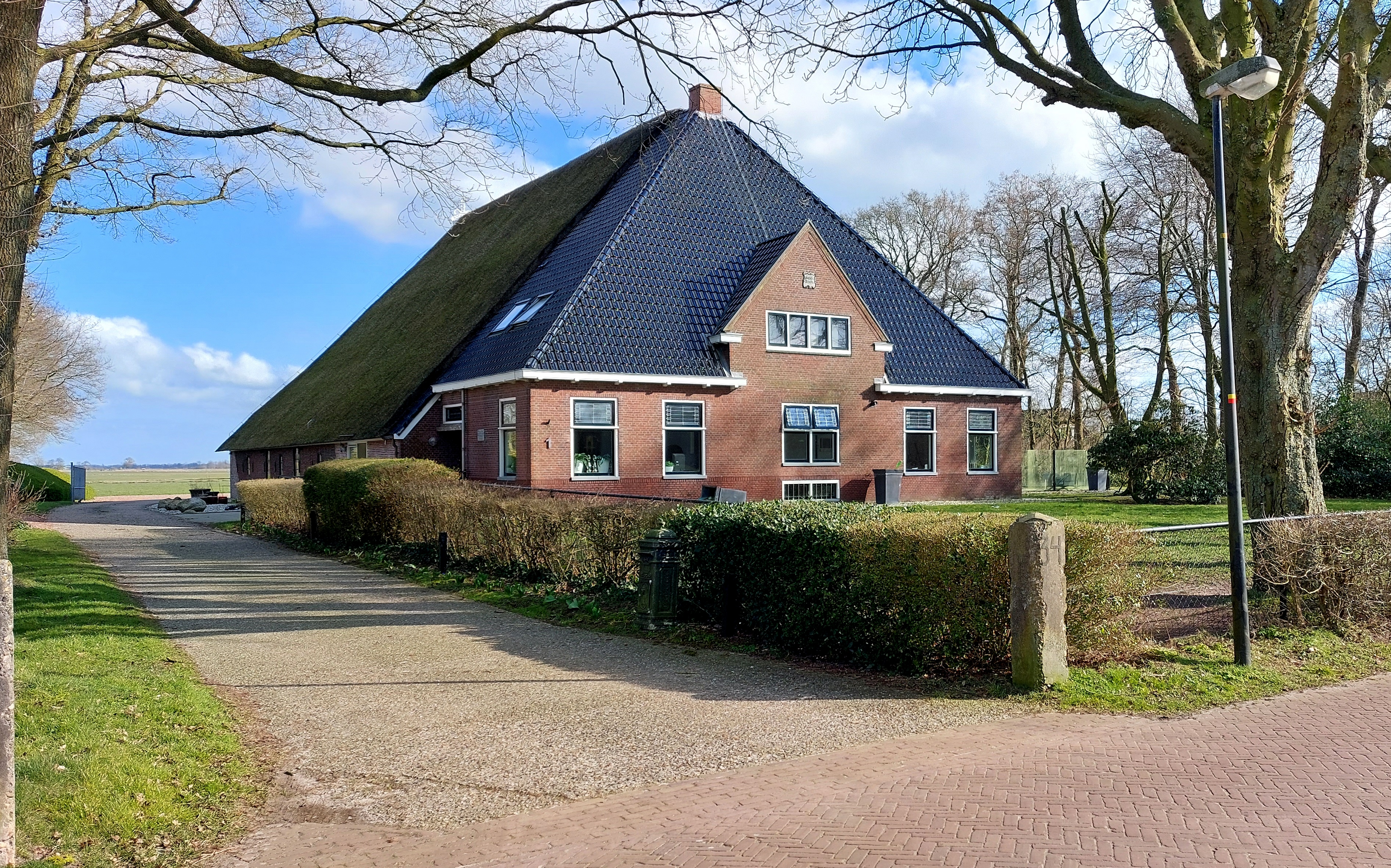
Ферма